# Zwarte dennenhoutwesp
De zwarte dennenhoutwesp (Xeris spectrum) is een vliesvleugelig insect uit de familie van de houtwespen (Siricidae). De wetenschappelijke naam van de soort is gepubliceerd in 1758 door Linnaeus in de tiende editie van Systema naturae.